# Liste algerischer Filme
Die Liste algerischer Filme enthält in alphabetischer Reihenfolge Filme, die in Algerien produziert wurden. Die Reihenfolge richtet sich – mit Ausnahme derjenigen Filme, die deutsch synchronisiert wurden – nach den Originaltiteln.

## A
- À l’ombre des chênes (1974)
- Adhilai al beida (1991)
- Al-Salam Al-Walid (1965) Anderer Titel: So Young a Peace
- Algérie, entre douleur et liberté (2000)
- Ali au pays des mirages (1978) Anderer Titel: Ali fi bilad al-sarab or Ali in Wonderland (1978)
- Aliénations (2004)
- Après-Octobre, L’ (1989)
- Arc-en-ciel éclaté, L’ (1998) Anderer Titel: The Blown-out Rainbow
- Arche du désert, L’ (1998)
- Asfour, al- (1972)  Anderer Titel: The Sparrow
- Asino d'oro: processo per fatti strani contro Lucius Apuleius cittadino romano, L' (1970)
- Attente des femmes, L’ (2001)
- Aube des damnés, L’ (1966) Anderer Titel: Dawn of the Damned
- Automne... Octobre à Alger (1993)
- Autre monde, L’ (2001)  Anderer Titel: Other World, The (2004)
- Aveux les plus doux, Les (1971)
- Awdat al ibn al dal (1976) Anderer Titel: Return of the Prodigal Son, The (1976)
- Aziza (1980)
- Aïd El Kebir (1999)
- AT(H)OME (2013), Regie  Elisabeth Leuvrey[1]
- À MON ÂGE JE ME CACHE ENCORE POUR FUMER (2016), Regie Rayhana[2]

## B
- Bab el web (2005)
- Bab El-Oued City (1994), Regie: Merzak Allouache[3]
- BABOR CASANOVA (2015), Regie: Karim Sayad[4]
- Bal, Le (1983)
- Barakat! (2006), Regie: Djamila Sahraoui[5]
- Beur blanc rouge (2006)
- Blouson vert, Le (1998)
- Bonnes familles, Les (1972)
- Brancaleone alle crociate (1970)
- Buamama (1985)

## C
- Das Camp der Verlorenen (Camp de Thiaroye; 1988)
- Cheb (1991)
- Chemins de l’oued, Les (2002)  Anderer Titel: Under Another Sky
- Chronique des années de braise (1975)
- Clan destin (1999)
- Colline oubliée, La (1997)
- Communiqué, Le (1969)
- Couleurs d'enfants (1994)
- Cousines (2004)
- C'est dimanche (2008), Regie: Samir Guesmi[6]

## D
- Delice Paloma (2007)
- Dernière image, La (1986)
- Douar de femmes (2005) Anderer Titel: Hamlet of Women
- Dounia (1998)
- Drei Pistolen gegen Cesare (Tre pistole contro Cesare) (1966) – Regie: Enzo Peri
- Décembre (1972)
- Dévoilée femme, La (1998), Regie: Rachida Krim, Hamid Tassili[7]
- Drei Frauen in Algier (Viva Laldjérie) (2004)

## E
- Eldridge Cleaver (1970)
- El Gusto (2011), Regie: Safinez Bousbia[8]
- El Taaib (2012), Regie: Merzak Allouache[9]
- Enfer à dix ans, L' (1968)
- Élise ou la vraie vie (1970)
- Évasion de Hassan Terro, L' (1974)

## F
- Faham, El (1973) aka Charcoal Maker, The (1973)
- Femmes d'Alger (1992)
- Festival panafricain d'Alger (1970)
- Folles années du twist, Les (1986)
- Frontières (2001)

## G
- Gabbla (2008), Regie Tariq Teguia[10]
- Garagouz, (2010), Regie Abdnour Zahzah[11]
- Ghoula, El (1972)
- Guerre de libération (1973) Anderer Titel: War of Liberation (1973)
- Génération de guerre (1971)
- Gerboise bleue, (2009), Regie Djamel Ouahab[12]
- GOOD LUCK SAM (GOOD LUCK ALGERIA), (2016), Regie Farid Bentoumi[13]
- GONE/ QUATRE PETITS TOURS ET PUIS S'EN VONT, (2023), Kurzfilm, Regie Salima Abada[14]

## H
- Hassan terro (1967)
- Haçla (2003)
- Histoire d'une rencontre (1985)
- Histoires de la révolution (1969)
- Honneur de la tribu, L' (1993)
- Hors-la-loi, Les (1968)
- Héritage, L' (1975) Anderer Titel: Legacy, The (1975)
- hors la loi (2009/2010), Regie Rachid Bouchareb[15]

## I
- Ici on noie les algériens (2011), Regie: Yasmina Adi[16]
- Il était une fois dans l'oued (2005)
- Ilo Tsy Very (1987)
- Inch'Allah dimanche (2001)
- Iskanderija... lih? (1978) Anderer Titel: Alexandria... Why?
- inland gabbla (2009)[17]

## J
- Jean Farès (2001)
- Jowjet libni (1982) Anderer Titel: Wife for My Son, A

## K
- Kalaa, El ..aka Citadel, The (1988)
- Die Kinder von Saigon (Poussières de vie) (1995) – Regie: Rachid Bouchareb

## L
- La Maison Jaune (2009), Regie: Amor Hakkar,[18]
- La Preuve (2013), Regie: Amor Hakkar,[19]
- Le Choix  d’Ali (2018), Regie: Amor Hakkar,[20]
- Le Hublot (2012), Regie: Anis Djaad,[21]
- LES BIENHEUREUX (2017), Regie: Sofia Djama,[22]
- Les Illuminés (2007), Regie: Halida Boughriet, Länge: 01 Minuten,[23]
- Les jours d'avant (2013), Regie: Karim Moussaoui,[24]
- Le Voyage à Alger (2010), Regie: Abdelkrim Bahloul,[25]
- Le Voyage de Keltoum (2016), Regie: Anis Djaad,[26]
- Leïla et les autres (1977)
- Le Harem de madame Osmane (1993)
- Little Senegal (2001), Regie Rachid Bouchareb
- London River (2009), Regie Rachid Bouchareb
- Louss, warda al-rimal (1988)

## M
- Machano (1996)
- MADAME COURAGE (2015), Regie: Merzak Allouache[27]
- Magique, Le (1996)
- Mains libres, Les (1964)
- Manara, El (2004)
- Maquam Echahid (1984)

- Masquerades (2008), Regie: Lyes Salem[28]

- Message d'Alger (1998)
- Moissons d'acier (1983)

- MOLLEMENT, UN SAMEDI MATIN (2011)[29]

- Montagne de Baya, La (1997)
- Morituri (2007)
- Mughamarat batal (1979)

## N
- Nahla (1979)
- Nomades, Les (1975)
- Noua (1972)
- Nouba, La (1979)

## O
- Omar Gatlato (1976)
- Opium et le baton, L' (1971)

## P
- Passage à niveau (2014)[30]
- Patrouille à l'Est (1971)
- Peuple en marche (1963)
- Premier pas (1979)
- Prends 10000 balles et casse-toi (1981)
- Père (2004)

## R
- Rachida (2002), Regie: Yamina Bachir Chouikh[31]
- Remparts d'argile (1968)
- Rengaine (2012), Regie: Rachid Djaïdani[32]
- Rih al awras (1966) Anderer Titel: Winds of the Aures, The or Le Vent Des Aurès. Nahm 1967 am Film Festival in Cannes teil
- RIH RABANI (2018), Regie:  Merzak Allouache[33]
- Roma wa la n'touma (2006) Anderer Titel: Rome Rather Than You (2006)
- Rupture (1982)
- Rückkehr aus der Wüste, Die (1990) Anderer Titel: Return from the Desert (1990)

## S
- Salut cousin! (1996)
- SAMIR DANS LA POUSSIÈRE (2015), Regie: Mohamed  Ouzine[34]

- Sanaoud (1972)
- Schlacht um Algier, Originaltitel:  La Battaglia di Algeri (1966), englischer Titel: Battle of Algiers, The (1967) (USA)
- Seekers of Oblivion (2004)
- Soleil assassiné, Le (2003)  Assassinated Sun, The (2003)
- Song of Umm Dalaila, the Story of the Sahrawis (1993)
- Straniero, Lo (1967) Black Sweat
- Suspects, Les (2004)

## T
- Tage des Ruhms, Originaltitel: Indigènes
- Tahia ya didou! (1971)
- TAHQIQ FEL DJENNA (2017), Regie: Merzak  Allouache[35]
- Thé d'Ania, Le (2004)

## U
- Un rêve algérien (2003)
- Une femme taxi à Sidi Bel-Abbès Anderer Titel: Female Cabby in Sidi Bel-Abbes, A (2000)

## V
- Vacances de l'inspecteur Tahar, Les (1972)
- Velikij turan (1995)
- Vent de sable (1982)
- Vivre au paradis  Anderer Titel: Living in Paradise (1998)
- Voie, La (1967)
- Voisine, La (2002)

## W
- Walo Fendo (1999)
- West Indies (1979)

## Y
- Ya ouled (1993)
- Yelema (1993)
- Yema (2012), Regie: Djamila Sahraoui[36]
- Youcef (1994)

## Z
- Z (1969)
- Zerda ou les chantes de l'oubli, La (1983)
- Zeus (2016)
- Zone interdite (1974)